# Фабий Планциад Фульгенций
Фа́бий Планциа́д Фульге́нций (лат. Fabius Planciades Fulgentius), или Фульгенций Мифограф — писатель, историк, грамматик второй половины V — первой трети VI века, живший и работавший на территории Вандальского государства. Труды Фульгенция написаны на латинском языке.

## Личность
Детали биографии Фульгенция неизвестны. Большая часть его жизни и творчества прошла в (северной) Африке, находившейся тогда под властью вандальских королей. Поскольку Фульгенций ссылается на (своего соотечественника) Марциана Капеллу, расцвет его творчества относят к первой трети VI века, до завоевания Вандальского королевства Византией. Главная проблема относительно Фульгенция Мифографа — тождествен ли он Фульгенцию, епископу Руспы, который жил примерно в то же время и в тех же местах, что и мифограф. В пользу того, что это были различные авторы, говорит определённое различие в стиле, отношении к церковной жизни и типичным в литературе того времени научным спорам.

## Творчество
В сочинении «Три книги мифологий» (Mythologiarum libri III) Фульгенций объясняет смысл древнегреческих мифов. Каждой из трёх книг предпослан Пролог, особенно обширный перед первой книгой. В общей сложности три книги насчитывают 50 небольших глав, в каждой из которых кратко излагается отдельный миф. Интерпретацию мифов Фульгенций вкладывает сначала в уста Каллиопы и Урании, а также персонифицированной Философии (наподобие «Утешения Философией» Боэция). В дальнейшем автор отступает от этого стилистического приёма и кратко излагает миф от собственного лица.
Каждый классический миф получает аллегорическое толкование, при этом используется и типичное для словесности того времени символическое этимологизирование. Например, в главе о музах:

Клио — как бы первая мысль учащегося; др.-греч. κλέος — то же, что лат. fama (молва, слава). Отсюда Гомер: κλέος οἶον ἀκούομεν [Илиада, II.485], то есть «мы знаем одни лишь слухи», и в другом месте — πεύθετο γὰρ Κύπρον δὲ μέγα κλέος [великая молва достигла Кипра; Илиада, XI.20]. И поскольку любой, кто стремится к знанию, прежде всего хочет стать прославленным знатоком, по этой причине первая муза Клио и была так названа, то есть [первая] мысль — о стремлении к знанию.— Фульгенций. Мифологии, I.15
«Мифологии» Фульгенция рассматриваются в науке как пример медиевализации позднеантичной культуры, которая толкуется в смысле «христианизированного» её отношения к античному наследию. Для давно победившего христианства эллинские мифы уже не опасны в религиозном отношении. Раннехристианские авторы толкуют их аллегорически и символически, не отказываясь совсем от арсенала античной культуры. Фульгенций утверждает, что его целью в написании мифологии было очистить классические греческие истории от всех их фиктивных и бессмысленных деталей для раскрытия «затемнённой истины», которую они содержат. Подобные произвольные толкования были в принципе типичны для практик античной философии, начиная с Платона и стоиков. «Мифологии» изобилуют цитатами из древних авторов, что повышает историческую значимость этого сочинения.
Позднеантичный и раннесредневековый культ Вергилия, созданный Макробием и Донатом, нашел отражение в сочинении Фульгенция «О значении Вергилия в свете философии» (Expositio Virgilianae continentiae secundum philosophos moralis) — аллегорико-морализаторском объяснении «Энеиды», вложенном в уста Вергилия. Для Фульгенция и людей его времени «Энеида» была энциклопедией всей человеческой жизни, подобно гомеровским поэмам для классической Греции. Кн. I—VI откомментированы подробнее, кн. VII—XII — более лаконично. Фульгенций считал свою работу научным комментарием к поэме Вергилия, и она оказала большое влияние на дальнейшую средневековую аллегорическую интерпретацию «Энеиды». В этом сочинении, собственно, и иллюстрируется жизнь от рождения до смерти через Вергилия. Появляющаяся здесь тень Вергилия во многом предвосхищает её появление у Данте. Похоже, что Фульгенций был оригинален в своей попытке систематически интерпретировать всю «Энеиду». Он также, кажется, был первым, кто попытался объяснить этот классический текст образом, по крайней мере частично, приемлемым для христианских читателей.
Сочинение «Периоды развития мира и человека» (De aetatibus mundi et hominis) должно было представлять краткий абрис истории от Адама и Евы до времён императоров, в 23 «книгах» (по существу, небольших главах), по числу задействованных букв латинского алфавита. Всего сохранилось 14 таких «буквокниг». Изыск Фульгенция состоял в том, чтобы в конкретном тексте каждой «буквенной» главы не использовать саму названную букву. Например, в первой главе нет ни одного слова с буквой «a», во второй не встречается буква «b» и т. д. Этот вид литературной игры характерен для тогдашней латинской литературы. Исторический обзор Фульгенция (последняя сохранившаяся «книга» — без буквы «o») обрывается на римских императорах и не доходит до (его) современности. На всём протяжении обзора Фульгенций добавляет свои характерные аллегорические интерпретации тех или иных исторических событий.
«Объяснение древних выражений» (Expositio sermonum antiquorum) — глоссарий для 62 «тёмных выражений» (abstrusi sermones) на латыни. В начале труда Фульгенций говорит, что написал его для своего заказчика (имя которого не называет) не для того чтобы «с усердием заняться блистающей словесной пеной» (faleratis sermonum studere spumis), но чтобы «разъяснить смысл вещей» (rerum manifestationes dare). Далее в каждой главке книги Фульгенций даёт слово/словосочетание и цитату, показывающую использование слова на практике, часто с ссылкой на источник заимствования. Подлинность цитат Фульгенция ныне оспаривается.
Считается, что Фульгенций недостаточно владел тонкостями латинского языка. Возможно, латынь не была для него родным языком (если Фульгенций был коренным африканцем, то его родным языком возможно был пунический). В сочинениях Фульгенция исследователи отмечают варваризмы и прочие нарушения норм грамматики и синтаксиса классической латыни. Его толкования во многих изданиях считаются абсурдными, нелепыми и служат примерами деградации классической культуры. Тем не менее, весьма важны его символические интерпретации, позволяющие проследить один из источников средневекового аллегорического символизма, а также сам характер отношения к античному наследию.
Работы Фульгенция написаны в русле античной (римской) традиции компендиев. Этот краткий «энциклопедический» жанр был общим для таких римских писателей, как Катон Старший и Цицерон. Труды Фульгенция также согласуются со стоической и неоплатонической традициями, интерпретирующими миф как представление глубоких духовных процессов. Аллегорический подход к мифологии близок к толкованиям Доната и Сервия. Образ мудрого Вергилия заимствован у Макробия. Стремление заменить авторитет классического мифа этической интерпретацией близок идеям (также вандальского латинского писателя) Марциана Капеллы, как и представление о жизни как о духовном путешествии. Вместе с тем, толкование мифологии у Фульгенция отличается от толкований Гигина: последний готовил справочник, первый творил аллегорезу.

## Рецепция
В эпоху Каролингов Фульгенций достиг пика популярности (большинство рукописей датируется IX в.). На фразу с внутренней рифмовкой Vacat hoc tempore / potentibus opprimere, / privatis perdere, / miseris flere из I книги «Мифологий» была сложена (предположительно в X веке) секвенция. Фактические неточности и сомнительные интерпретации Фульгенция подверглись научной критике в XIX веке.

## Сочинения (издания и переводы)
- Fulgentii, Fabii Planciadis. Opera / Ed. R. Heim. — Lips., 1898.
- Whitbread L. G. Fulgentius the Mythographer. — Columbus: Ohio State University press, 1971. — (Пер. на англ. яз.).
- Гусейнов Г. Ч. Истолкование мифологии на рубеже античности и средневековья: Из книги лат. грамматика Фульгенция // Античность как тип культуры. — М.: Наука, 1988. — С. 325—333. — («Мифологии»; Пер. части Пролога к кн. I, а также гл. I. 2, 5-6, 12-15, 17)
- Wolff É. (ed., trans., comm.). Fulgence. Virgile dévoilé. Mythographes. Villeneuve-d’Ascq: Presses universitaires du Septentrion, 2009 (французские переводы с комментариями)
- Фульгенций. Мифологии. Кн. I. 1, 3-4, 7-11 / Пер. Д. В. Можеляна под ред. Н. Н. Болгова // Классическая и византийская традиция. 2012. — Белгород, 2012. — С. 224—226.
- Фульгенций. Мифологии. Кн. I. 16, 18-22. Кн. II / Пер. Д. В. Можеляна под ред. Н. Н. Болгова // Классическая и византийская традиция. 2014. — Белгород, 2014. — С. 320—334. ISBN 978-5-9905518-8-8
- Фульгенций. Мифологии. Кн. III, 1-5, 8, 11-12 / Пер. Н. Н. Болгова // Классическая и византийская традиция. 2015. — Белгород, 2015. — С. 209—213. ISBN 978-5-9905516-8-8
- Фульгенций. Мифологии. Кн. III, 6-7, 9-10 / Пер. Н. Н. Болгова // Классическая и византийская традиция. 2016. — Белгород, 2016. — С. 136—143. ISBN 978-5-9571-2249-4